# Чхиквадзе, Виктор Михайлович
Виктор Михайлович Чхиквадзе (1 января 1912 года — 1 апреля 2006 года) — советский и российский учёный-правовед, доктор юридических наук, профессор, член-корреспондент Академии наук СССР и Российской академии наук.

## Биография
Родился 1 января 1912 года в селе Зоврети Зестафонского района Грузии в крестьянской семье. После окончания средней школы в 1930 году поступил в Институт советского строительства и права в Тбилиси. Проучившись два года, перевелся в Московский институт советского права им. П. И. Стучки, который окончил в 1934 году. В 1937 году начал научно-педагогическую работу в этом же институте. В 1939 году защитил кандидатскую диссертацию, в 1941 году получил учёное звание доцента. Читал лекции на юридическом факультете МГУ, во Всесоюзной правовой Академии и других учебных заведениях.
В 1938 году В. М. Чхиквадзе добровольно вступил в ряды РККА. Военную службу проходил в Военно-юридической академии РККА, где занял должность преподавателя, а затем старшего преподавателя. Участвовал в Великой Отечественной войне в качестве помощника военного прокурора Северо-Западного фронта. В 1947 году защитил докторскую диссертацию, в том же году получил учёное звание профессора. В это время он возглавлял кафедру уголовного права Военно-юридической академии, а вскоре стал там же заместителем начальника по научной и учебной работе. В 1948 году возглавил Академию.
В 1947—1948 годах по совместительству работал директором Всесоюзного института юридических наук Министерства юстиции СССР. В 1953 году избран секретарем ЦК КП Грузии, но спустя год оставил этот пост, так как резко разошелся во взглядах на кадровую политику с тогдашним первым секретарем ЦК КП Грузии В. П. Мжаванадзе. В 1954 году назначен заместителем директора Института права АН СССР. В 1958 году направлен в качестве советского представителя во Всемирный совет мира. На Всемирном конгрессе «За разоружение и международное сотрудничество» (г. Стокгольм, июль 1958 г.) избран секретарём Всемирного совета мира и членом его бюро. Одновременно стал директором Международного института мира в Вене.
В 1964 году В. М. Чхиквадзе был назначен директором Института права АН СССР, стал членом коллегии Министерства юстиции СССР и членом-корреспондентом АН СССР. На посту директора института оставался свыше 10 лет, после чего возглавил созданный им сектор прав человека. В 1970 году по инициативе В. М. Чхиквадзе образована Советская ассоциация политических наук, первым президентом которой он стал. Избирался вице-президентом Международной ассоциации политических наук, президентом Международной ассоциации юридических наук, членом главной редакции «Международной энциклопедии сравнительного права» (издается в Германии). Много внимания уделял общественной и политической деятельности. Заместитель председателя Советского комитета защиты мира, член Президиума Советского комитета солидарности со странами Азии и Африки, вице-президент Советской ассоциации дружбы с народами Латинской Америки. Входил в состав делегации СССР на сессиях Генеральной Ассамблеи ООН. В течение ряда лет состоял членом Специального комитета ООН по разработке проекта Декларации о принципах международного права, касающихся дружественных отношений и сотрудничества между государствами, участвовал в разработке других международных соглашений и конвенций. В 1968 году руководил работой советской правительственной делегации на Всемирном конгрессе, посвященном 20-летию Всеобщей декларации прав человека.
Скончался 1 апреля 2006 года в Москве.
Автор более 300 научных работ по вопросам уголовного права, теории государства и права, криминологии и международного права. Под его редакцией издан трехтомный курс «Общей теории социалистического государства и права», не потерявший актуальность и в наши дни. Им и при его участии изданы такие монографии, как «Гуманизм, мир, личность: вклад СССР в развитие международного сотрудничества по правам человека» (1981), «Социалистическая концепция прав человека» (1986) и др. Подготовил ряд кандидатов и докторов юридических наук, некоторые из которых стали членами Академий наук СССР и союзных республик.
Академик Международной академии сравнительного права, иностранный член АН Болгарии, почётный доктор университетов Венгрии, Польши, Румынии и др. стран. Член-корреспондент РАН и советник РАН. Награждён шестью орденами, а также медалями ряда зарубежных стран и университетов, удостоен Золотой медали Всемирного совета мира.

## Семья
Сын Владимир Викторович Чхиквадзе (род. 1945) — дипломат, Чрезвычайный и Полномочный посол Российской Федерации; дочь Галина Викторовна Казанская — советник Председателя Конституционного Суда Российской Федерации.

## Награды
Ордена СССР
- 2 Ордена «Трудового Красного Знамени»
- 2 Ордена «Красной Звезды»
- Орден Отечественной войны II степени
- Орден Дружбы народов

Медали СССР
- Медаль «За боевые заслуги»
- Медаль «За оборону Москвы»
- Медаль «За победу над Германией в Великой Отечественной войне 1941—1945 гг.»
- Юбилейная медаль «60 лет Вооружённых Сил СССР»
- Юбилейная медаль «70 лет Вооружённых Сил СССР»
- Медаль «Ветеран труда»
- Медаль «В память 800-летия Москвы»»
- Медаль «В память 850-летия Москвы»

Иностранные награды
- Золотая медаль Всемирного Совета Мира
- Ордена дружбы народов ГДР, Венгрии и Чехословакии

## Основные труды
- Чхиквадзе В.М. К вопросу о предмете советского военно-уголовного права. // СГП. — 1940. — № 12.
- Чхиквадзе В.М. Некоторые вопросы советского военного права. // СГП. — 1947. — № 8.
- Чхиквадзе В.М. О необходимости создания военно-уголовного кодекса Союза ССР, с приложением проекта военно-уголовного кодекса СССР. — М.: ВЮА, 1947.
- Чхиквадзе В.М. Военно-уголовное право. Часть Общая / Под ред. И.Т. Голякова. — М.: ВЮА. — 1946.
- Чхиквадзе В.М. Военно-уголовное право. Часть Особенная / Под ред. И.Т. Голякова. — М.: ВЮА. — 1947.
- Чхиквадзе В.М. Развитие советского военно-уголовного законодательства за 30 лет // СГП. — 1948. — № 3.
- Чхиквадзе В.М., Савицкий М.Я. Советское военно-уголовное право: учебник / Под ред. И.Т. Голякова. — М.: Юриздат, 1941.
- Чхиквадзе В.М., Савицкий М.Я. Советское военно-уголовное право. — Ашхабад: ВЮА, 1942.
- Чхиквадзе В.М., Савицкий М.Я. Положение о воинских преступлениях (комментарий) / Под ред. И.Т. Голякова. — Ашхабад: ВЮА, 1943.
- Чхиквадзе В.М. Советское военно-уголовное право: учебное пособие. — М.: Госюриздат, 1948.
- Чхиквадзе В.М. Воинские преступления // Курс советского уголовного права / А.А. Пионтковский, А.С. Ромашкин, В.М. Чхиквадзе. — М.: Наука, 1971. — Том VI.
- Чхиквадзе В.М. К вопросу об обстоятельствах, исключающих противоправность деяния в военно-уголовном праве. // СГП. — 1941. — № 4.
- Чхиквадзе В.М. Уголовная ответственность за неисполнение приказа. — Ашхабад: ВЮА, 1942.
- Чхиквадзе В.М. Государство. Демократия. Законность. — М.: Юридическая литература, 1967. — 520 с.
- Чхиквадзе В.М. Гуманизм. Мир. Личность: вклад СССР в развитие международного сотрудничества по правам человека — М.: Наука, 1981. 286 с.
- Чхиквадзе В.М. КПСС и советское государство и право. — М.: Юридическая литература, 1984. — 288 с.